# قاي أوليفر
قاي أوليفر (بالإنجليزية: Guy Oliver)‏ هو ممثل أمريكي، ولد في 25 سبتمبر 1878 بشيكاغو في الولايات المتحدة، وتوفي في 1 سبتمبر 1932 بهوليوود في الولايات المتحدة بسبب سرطان.

## أعمال

### أفلام
- (1912) أنقذت من التيتانيك
- (1915) سجادة من بغداد
- (1928) المهمة الأخيرة
- (1931) سكيبي

## وصلات خارجية
- قاي أوليفر على موقع IMDb (الإنجليزية)
- قاي أوليفر على موقع ألو سيني (الفرنسية)
- قاي أوليفر على موقع أول موفي (الإنجليزية)
- قاي أوليفر على موقع قاعدة بيانات الأفلام السويدية (السويدية)
- قاي أوليفر على موقع قاعدة بيانات الفيلم (الإنجليزية)
- قاي أوليفر على موقع كينوبويسك (الروسية)